# Ein Cowboy in Paris

Bau der Freiheitsstatue

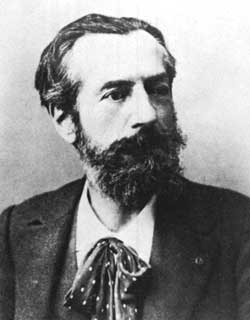
Auguste Bartholdi gilt als Schöpfer der Freiheitsstatue in New York

Ein Cowboy in Paris (französisch Un cowboy à Paris) ist ein Lucky-Luke-Album aus dem Jahr 2018. Das von Achdé gezeichnete und von Jul getextete Album erschien als Nummer 97 in der deutschen Ehapa-Reihe und begleitet den „Mann, der schneller zieht als sein Schatten“ in die französische Hauptstadt Paris des 19. Jahrhunderts. Lucky Luke soll dafür sorgen, dass die Freiheitsstatue sicher von Frankreich nach New York gelangt. Der Band ist voller Anspielungen auf berühmte französische und frankobelgische Autoren und Künstler.

## Handlung
Lucky Luke kehrt mal wieder mit den Daltons ins Gefängnis zurück. Plötzlich taucht vor ihm ein Wagen auf, auf dem eine große Hand mit einer Fackel aus Kupfer und Stahl zu sehen ist. Dessen Besitzer wird gerade von den Cheyenne bedrängt und soll skalpiert werden. Nachdem Luke den Besitzer der seltsamen Fracht befreit hat, stellt sich dieser als Auguste Bartholdi vor. Er reist mit dem obersten Teil der zukünftigen Freiheitsstatue durch die USA, um Geld für die Fertigstellung dieses monumentalen Kunstwerks und Symbols für die Freiheit zu sammeln. Bartholdis Gegenspieler wird der Gefängnisdirektor Abraham Locker, der von sich behauptet, das sicherste Gefängnis der USA zu leiten. Als Luke dort ankommt, regt er sich über die ungewöhnlichen Sicherheitsmaßnahmen auf – selbst seine Papiere werden kritisiert: „das Foto ist nicht aktuell! Da haben sie eine Zigarette im Mund!“ (Luke raucht schon seit Band 41 nicht mehr). Locker ist mit der Sicherheit seines derzeitigen Gefängnisses trotz des hohen Standards nicht zufrieden und möchte ein Hochsicherheitsgefängnis auf einer Insel vor New York errichten lassen – ausgerechnet auf derselben, auf der auch die Freiheitsstatue einst stehen soll. 
Nach Verlassen des Gefängnisses trifft Luke auf Bartholdi – geteert und gefedert von Handlangern Lockers. Daraufhin entschließt sich Luke, Bartholdi auf seiner Tournee zu begleiten. Wiederholt schickt der Gefängnisdirektor seine Schergen, um die Veranstaltungen zu sabotieren oder das Geld zu stehlen, allerdings ohne Erfolg. 
Zum Abschluss der Tournee sind Luke und Bartholdi beim Vizepräsidenten der USA zu einer Audienz geladen. Dieser bittet Lucky Luke – sehr zu dessen Erstaunen –, die Überbringung der Statue von Paris nach New York zu begleiten und bewachen. Die Überfahrt bekommt Luke nicht besonders, denn er leidet unter starker Seekrankheit. Der Kapitän beschwert sich mit einem lauten „Hunderttausend heulende Höllenhunde“ im Stil von Kapitän Haddock über Lukes Pferd in einer Luxus-Kabine. Nach der Ankunft in Paris lernt Luke Bartholdis Ingenieur Gustave Eiffel kennen, der die Konstruktion für die Statue entworfen hat. 
Lukes Aufenthalt in Paris ist von vielen Anspielungen und großem Wortwitz geprägt; so fragt sich etwa Jolly Jumper, was mit „die Franzosen mögen Pferde“ gemeint sei, als er eine Pferdemetzgerei erblickt. Oder Auguste fragt, wozu die Studenten all die Pflastersteine der erneuerten Straßen um die Universität benötigen. Zeichnungen berühmter Gebäude der Stadt fehlen ebenfalls nicht. Mehrmals wird Luke in Paris für einen Belgier gehalten, da seine Kleidung in den Nationalfarben Belgiens gehalten ist. Berühmte Persönlichkeiten wie Victor Hugo machen dem Bauprojekt ihre Aufwartung. Und natürlich soll das Projekt wieder sabotiert werden, mit mäßigem Erfolg. 
Schließlich kommt der Tag der Einschiffung. Die gesamte Statue wird in Einzelteile zerlegt und auf ein Schiff geladen. Nach einer stürmischen Überfahrt mit neuerlicher Seekrankheit Lukes erwartet die Helden ein triumphaler Empfang in New York. Während die Statue errichtet wird, kehrt Luke wutentbrannt zu Abraham Locker zurück und liest ihm die Leviten für seine Anschlagsserie. Während der Eröffnung der neuen Freiheitsstatue sucht Bartholdi schon nach Ideen für sein nächstes Projekt zur Weltausstellung in Paris. Eine riesige Statue von Lucky Luke auf dem Marsfeld wäre dann doch etwas zu viel. Stattdessen errichtet Eiffel an jener Stelle das nach ihm bezeichnete Wahrzeichen von Paris. 
Abraham Locker lernt das sicherste Gefängnis der USA dann doch kennen – nicht auf einer Insel vor New York, sondern auf einer Insel vor San Francisco und nicht als Direktor, sondern von innen. Luke singt bei seinem Abgang Verse von Victor Hugo.

## Ausgabe
- Lucky Luke – Ein Cowboy in Paris; Zeichnungen Achdé, Text Jul nach Morris; Egmont Ehapa Verlag; Berlin 2018; ISBN 978-3-7704-4040-5